# Work (chanson de Kelly Rowland)
Pour les articles homonymes, voir Work.
Singles de Kelly Rowland
Ghetto
(2007) Daylight
(2008)
Work est une chanson de la chanteuse américaine Kelly Rowland. Cette chanson a été remixée par les Freemasons dépassant les ventes de la version originale, en France seule la version des Freemasons est connue. La version house des Freemasons est devenu un tube mondial, en  atteignant la 25e des ventes dans le monde en 2008. En France, ce single se classe à la 4e place.

## Formats et liste des pistes
Europe CD Maxi Single
1. "Work" (Freemasons Radio Edit) - 3:11
2. "Work" (Album Version) - 3:28
3. "Work" (Steve Pitron & Max Sanna Radio Edit) - 3:33
4. "Work" (Freemasons Dub Mix) - 7:11
5. "Work" (Freemasons Radio Remix Video) - 3:11

Europe Basic single / Australian Single
1. "Work" (Freemasons Radio Edit) - 3:11
2. "Work" (Album Version) - 3:28

U.S. digital EP
1. "Work" (Freemasons Radio Edit) - 3:11
2. "Work" (Steve Pitron & Max Sanna Radio Edit) - 3:33
3. "Work" (Edit) - 3:28
4. "Work" (Freemasons Club Mix) - 10:37
5. "Work" (Steve Pitron & Max Sanna Club Mix) - 7:59
6. "Work" (AJ Bhandary Remix) - 3:10

## Crédits et personnels
- chanteuse : Kelly Rowland
- Auteur: Jason "Pooh Bear" Boyd, Scott Storch and K. Rowland
- Réalisateur: S. Storch
  - Co-réaslisation: J. Boyd
- Production vocal: K. Rowland, S. Boyd

- Ingénieur du son : Conrad Golding, Rommel Nino Villanueva
  - Assistants : Vadim Chislov
- Mixage audio : Jason Goldstein
  - Assistant : Christian Baker

## Classement par pays
| Classement (2008)                       | Meilleure position |
| --------------------------------------- | ------------------ |
| Australie (ARIA)                        | 6                  |
| Autriche (Ö3 Austria Top 40)            | 32                 |
| Belgique (Flandre Ultratip 100)         | 3                  |
| Belgique (Wallonie Ultratop 50 Singles) | 37                 |
| Pays-Bas (Single Top 100)               | 14                 |
| Europe Hot 100 Singles                  | 7                  |
| Finlande (Suomen virallinen lista)      | 4                  |
| France (SNEP)                           | 4                  |
| Allemagne Classement single             | 25                 |
| Allemagne Black Chart                   | 1                  |
| Grèce Greek Singles Chart               | 6                  |
| Hongrie Hungarian Airplay Chart         | 27                 |
| Irlande Irish Singles Chart             | 12                 |
| Italie Italian Singles Chart            | 6                  |
| Nouvelle-Zélande (RMNZ)                 | 10                 |
| RussieRussian Airplay Chart             | 8                  |
| Suisse (Schweizer Hitparade)            | 8                  |
| États-Unis Turkish Singles Chart        | 3                  |
| Royaume-Uni UK Singles Chart            | 4                  |
| Royaume-Uni UK R&B Chart                | 1                  |

## Média
Le titre Work est utilisé dans le jeu Grand Theft Auto V, dans sa version Freemasons Club Mix. Le titre fait partie de la playlist de la radio Non Stop Pop FM.